# Eschatura
Eschatura är ett släkte av fjärilar. Eschatura ingår i familjen plattmalar.
Kladogram enligt Catalogue of Life:
| Eschatura | \| \| Eschatura codonoptera \| \| \| \| \| \| Eschatura lactea \| \| \| \| \| \| Eschatura lemurias \| \| \| \| |
|           | \| \| Eschatura codonoptera \| \| \| \| \| \| Eschatura lactea \| \| \| \| \| \| Eschatura lemurias \| \| \| \| |
|           | Eschatura codonoptera                                                                                           |
|           | |
|           | Eschatura lactea                                                                                                |
|           | |
|           | Eschatura lemurias                                                                                              |
|           | |